# یوکی هیاما
یوکی هیاما (ژاپنی: 檜山 勇樹؛ زادهٔ ۱۱ نوامبر ۱۹۸۰) یک بازیکن فوتبال اهل ژاپن است.
از باشگاه‌هایی که در آن بازی کرده‌است می‌توان به باشگاه فوتبال سرزو اوساکا اشاره کرد.